# Zethes fuhoshona
Zethes fuhoshona là một loài bướm đêm trong họ Erebidae.